# Приморск (Украйна)
Вижте пояснителната страница за други значения на Приморск.
Приморск (на украински: Приморськ) е град в Украйна, административен център на Приморски район, Запорожка област.
Към 1 януари 2011 година населението на града е 12 183 души.